# Sainte-Marie-lez-Opprebais
Sainte-Marie-lez-Opprebais (of kortweg Sainte-Marie) is een dorp in de Belgische provincie Waals-Brabant. Samen met Malèves en Wastines vormt het Malèves-Sainte-Marie-Wastines, een deelgemeente van Perwijs. Sainte-Marie ligt tussen de twee andere kernen in. Het ligt aan het riviertje de Orbais.

## Geschiedenis
Op de Ferrariskaart uit de jaren 1770 is de plaats weergegeven als het dorpje Ste Marie Lez Opprebais. Op het eind van het ancien régime werd Sainte-Marie-lez-Opprebais een gemeente. In 1812 werd de gemeente al opgeheven en samengevoegd met Malèves tot Malèves-Sainte-Marie, waar in 1822 ook Wastines werd aan toegevoegd.

## Bezienswaardigheden
- De Onze-Lieve-Vrouw-Hemelvaartkerk (Église Notre-Dame de l'Assomption), met een toren uit de 11de en 12de eeuw en sacristie uit de 13de eeuw. De overige delen van de kerk zijn neogotisch en werden gebouwd in 1908-1913.
- Priorij, vroegere pastorie uit de 18 eeuw
- Le Parvis, uit 1845 in het verlengde van de Priorij was oorspronkelijk een school en dient nu als parochiezaal

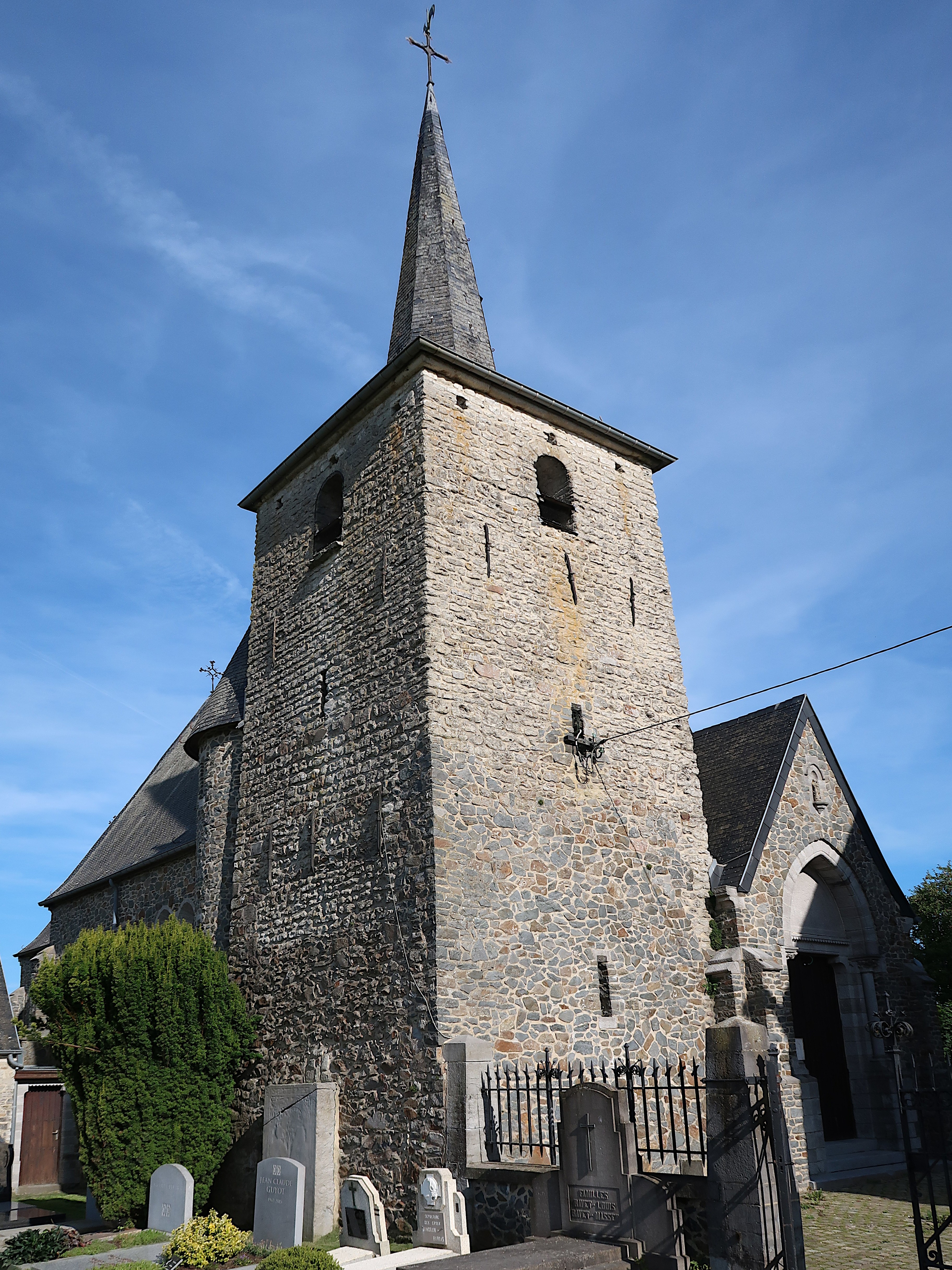
Église Notre-Dame de l'Assomption
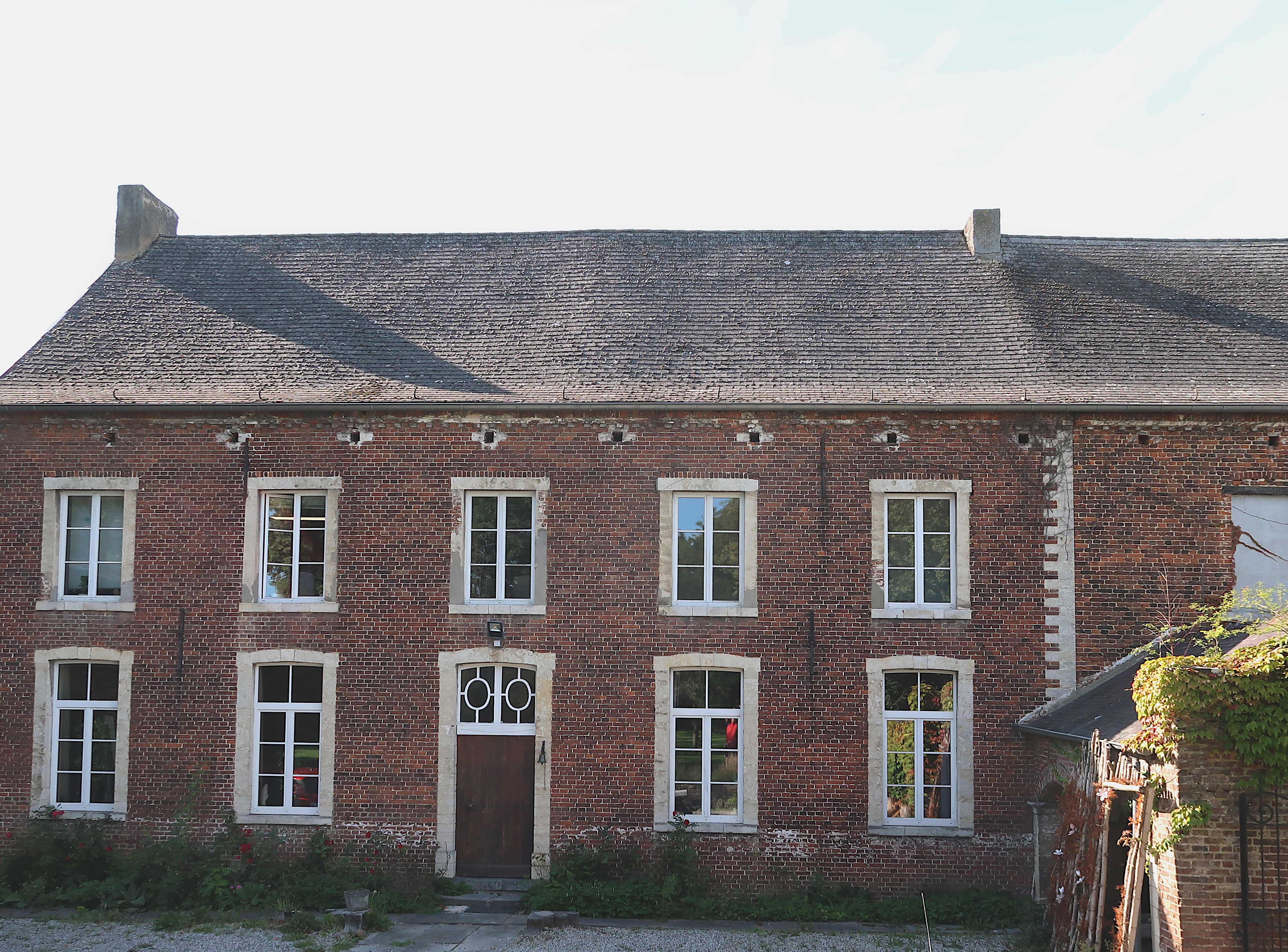
Priorij
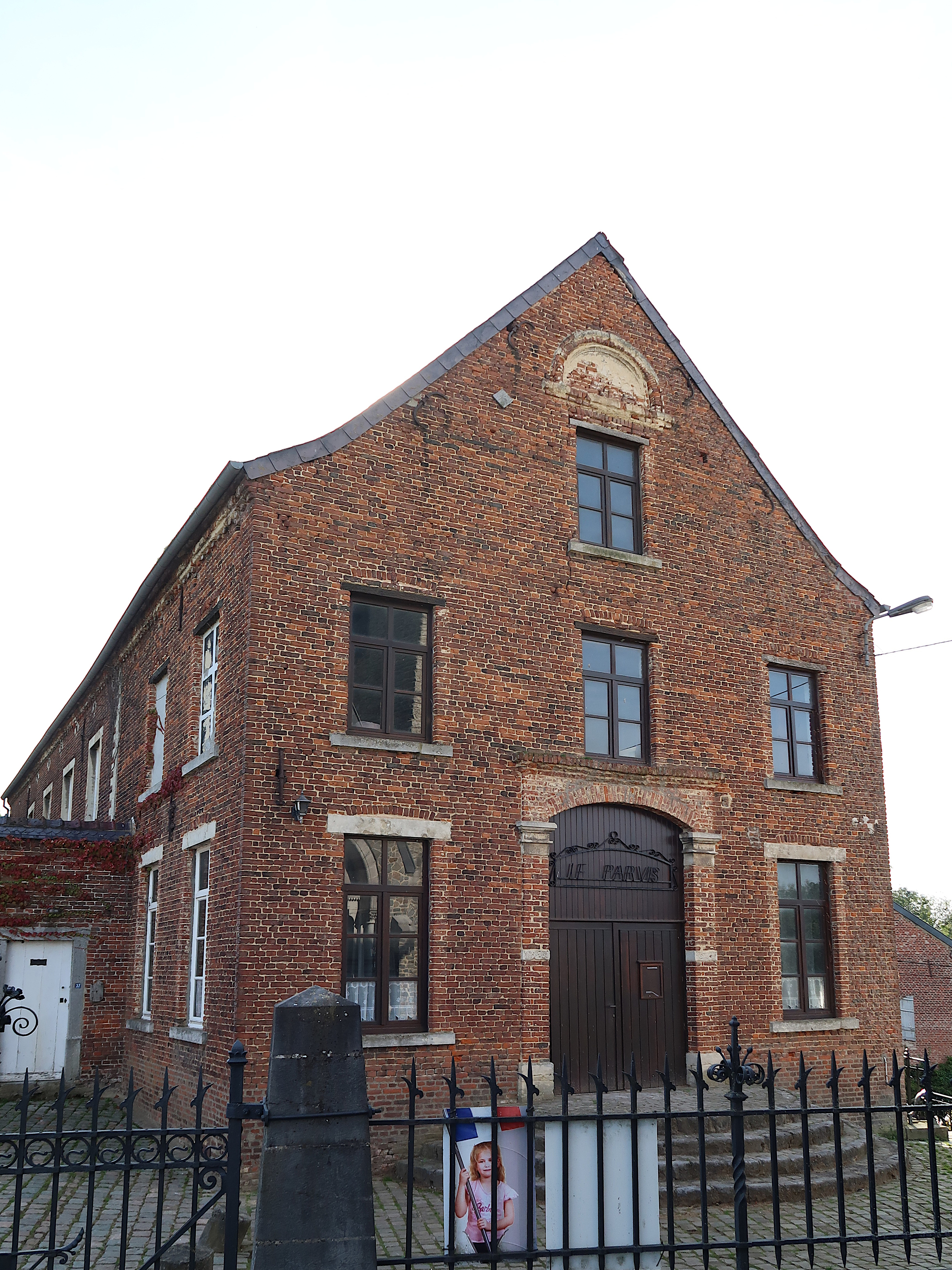
Le Parvis

## Natuur en landschap
Sainte-Marie-lez-Opprebais ligt aan de Orbais. Het ligt nabij het Bois de Malèves.De hoogte aan de kerk bedraagt 135 meter.

## Nabijgelegen kernen
Wastines, Sart-Risbart, Malèves
Deelgemeenten: Malèves-Sainte-Marie-Wastines · Orbais · Perwijs · Thorembais-les-Béguines · Thorembais-Saint-Trond

Overige dorpen en gehuchten: Jaussellette · Malèves · Odenge · Sainte-Marie-lez-Opprebais · Wastines

Belgische gemeenten · Arrondissement Nijvel · Waals-Brabant · Wallonië